# Shimon Gibson
Pour les articles homonymes, voir Gibson.
 (décembre 2023).
La mise en forme du texte ne suit pas les recommandations de Wikipédia : il faut le « wikifier ».
Les points d'amélioration suivants sont les cas les plus fréquents. Le détail des points à revoir est peut-être précisé sur la page de discussion.
- Les titres sont pré-formatés par le logiciel. Ils ne sont ni en capitales, ni en gras.
- Le texte ne doit pas être écrit en capitales (les noms de famille non plus), ni en gras, ni en italique, ni en « petit »…
- Le gras n'est utilisé que pour surligner le titre de l'article dans l'introduction, une seule fois.
- L'italique est rarement utilisé : mots en langue étrangère, titres d'œuvres, noms de bateaux, etc.
- Les citations ne sont pas en italique mais en corps de texte normal. Elles sont entourées par des guillemets français : « et ».
- Les listes à puces sont à éviter, des paragraphes rédigés étant largement préférés. Les tableaux sont à réserver à la présentation de données structurées (résultats, etc.).
- Les appels de note de bas de page (petits chiffres en exposant, introduits par l'outil «  Source ») sont à placer entre la fin de phrase et le point final[comme ça].
- Les liens internes (vers d'autres articles de Wikipédia) sont à choisir avec parcimonie. Créez des liens vers des articles approfondissant le sujet. Les termes génériques sans rapport avec le sujet sont à éviter, ainsi que les répétitions de liens vers un même terme.
- Les liens externes sont à placer uniquement dans une section « Liens externes », à la fin de l'article. Ces liens sont à choisir avec parcimonie suivant les règles définies. Si un lien sert de source à l'article, son insertion dans le texte est à faire par les notes de bas de page.
- La présentation des références doit suivre les conventions bibliographiques. Il est recommandé d'utiliser les modèles {{Ouvrage}}, {{Chapitre}}, {{Article}}, {{Lien web}} et/ou {{Bibliographie}}. Le mode d'édition visuel peut mettre en forme automatiquement les références.
- Insérer une infobox (cadre d'informations à droite) n'est pas obligatoire pour parachever la mise en page.

Pour une aide détaillée, merci de consulter Aide:Wikification.
Si vous pensez que ces points ont été résolus, vous pouvez retirer ce bandeau et améliorer la mise en forme d'un autre article.
Shimon Gibson est un archéologue d'origine britannique qui vit en Caroline du Nord, où il est professeur de pratique au département d'histoire de l'université de Caroline du Nord à Charlotte.

## Enfance
Avec son frère jumeau Daniel, Shimon Gibson a été un enfant acteur. Il évolue au sein de l'agence Wendy Wisbey Acting, à Londres. Il est mannequin et joue à la télévision et au cinéma, apparaissant notamment aux côtés de Joan Collins, George Cole et Richard Harris.

## Carrière académique
Gibson a fait ses études universitaires à l'Institut d'archéologie de l'University College de Londres. Il y termine, en 1995, son doctorat en archéologie, consacré à l'archéologie du paysage dans le sud du Levant. De 1995 à 2017, il a été Senior Associate Fellow à l’American W. F. Albright Institute of Archaeological Research à Jérusalem. Entre 1996 et 1999, Gibson a été directeur adjoint du département des fouilles et des enquêtes de l'Autorité israélienne des antiquités. De 2000 à 2017, il a dirigé le département d’archéologie de la University of the Holy Land, à Jérusalem. Il devient par la suite professeur invité à l'UNC Charlotte en 2016, avant d'être nommé, en 2017, professeur de pratique au département d'histoire de ce même université.
En 1980, alors étudiant en archéologie, il est sollicité pour ses qualités de dessinateur par Amos Kloner et Josef Gath, deux archéologues de l'Autorité des antiquités d'Israël (AAI), dans le cadre des fouilles du tombeau de Talpiot qui vient d'être découvert au sud-est de Jérusalem. Il réalise à cette occasion le plan de l'hypogée. Après la polémique née en 2007 de la diffusion du documentaire The Lost Tomb of Jesus, il publie en 2008 une tribune dans laquelle il réfute l'hypothèse selon laquelle cette tombe pourrait être celle de Jésus de Nazareth et de membres proches de sa famille. En 2013, il cosigne avec Amos Kloner un article synthétisant les données de cette fouille dans lequel les deux auteurs refusent de nouveau de voir un quelconque lien entre entre Jésus et cet hypogée.
À partir de l'hiver 1999, Shimon Gibson a été l'archéologue principal lors de l'excavation d'une grotte qu'il a associée à Jean le Baptiste et à laquelle il a consacré le livre The Cave of John the Baptiste. Cette affirmation a été critiquée par d'autres chercheurs et, selon Hershel Shanks, « peu de chercheurs en Israël, voire aucun, pensent que cette grotte a quelque chose à voir avec Jean le Baptiste »,,.
En 2000, Shimon Gibson codirige avec Boaz Zissu et James Tabor Tabor une équipe d'archéologues dans la basse vallée du Hinnom, au pied du mont Sion. Celle-ci met au jour la tombe d'une famille sacerdotale dans laquelle est retrouvé l'unique suaire du Ier siècle ap. J.-C. (période tardive du Second Temple) connu à ce jour, dûment daté par datation radiométrique au carbone 14.
À la tête de cette même équipe de fouilles archéologiques, il découvre une coupe rituelle inscrite d'un texte de 10 lignes lors de fouilles à Jérusalem sur le Mont Sion,.
Il est l'éditeur de The Illustrated Dictionary & Concordance of the Bible (Dictionnaire illustré et concordance de la Bible) et a été co-éditeur avec Avraham Negev de l'ouvrage Archaeological Encyclopedia of the Holy Land. Dans son livre The Final Days of Jesus : The Archaeological Evidence (2009), il interprète les sources de données archéologiques pour documenter les activités des jours précédant la crucifixion de Jésus.
Shimon Gibson est apparu dans de nombreux documentaires télévisés sur l'archéologie et l'histoire produits pour National Geographic, Discovery, History Channel, Smithsonian et des chaînes de télévision en Europe et au Royaume-Uni.